# 昆阳街道 (昆明市)
昆阳街道是中国云南省昆明市晋宁区下辖的一个街道办事处，为晋宁区人民政府驻地。

## 历史
历史悠久，为古滇国文化发祥地之一。汉武帝时属益州郡建伶县。三国蜀汉建兴年间改属建宁郡，西晋永嘉二年（公元308年）改属晋宁郡。唐武德四年（公元621年），改称望（一作万）水县，属钩州管辖。天宝后期，地入南诏，改称渠滥川。大理国时又称巨桥城，属鄯阐府。元代设昆阳州，明、清袭用，直到民国初，1913年废道改州为县，设昆阳县。1958年与晋宁县合并，县治设在昆阳，属玉溪专区。1960年划归昆明市。2006年，中和乡、古城镇并入昆阳镇。2009年，宝峰镇并入昆阳镇。2011年经云南省政府批准撤销昆阳镇设立昆阳街道办事处。2017年3月，昆阳街道析置为昆阳街道、宝峰街道，宝峰街道辖区即原宝峰镇辖区。

## 行政区划
昆阳街道共辖9个社区、21个行政村，分别是：
中和社区、磷肥厂社区、堡孜社区、仁义社区、礼智社区、田心社区、郑和路社区、月山社区、云轮社区、恢厂村、汉营村、甸心村、旧寨村、中谊村、下方古城村、太史村、兴隆村、大新村、储英村、墩子村、兴旺村、渠东村、凤踪村、普达村、南村、安企村、回龙村、瓦窑村、乌龙村和余家海村。